# تسحج القرنية المتكرر
تآكل القرنية الناكس (بالإنجليزية: Recurrent corneal erosion)‏ اضطراب يصيب العينين، يتصف بفشل ارتباط خلايا الطبقة الخارجية من ظهارة القرنية مع الغشاء القاعدي المبطن (غشاء بومان). تسبب هذه الحالة ألمًا مبرحًا نتيجة خسارة هذه الخلايا وانكشاف الأعصاب القرنية الحساسة، وقد يحدث العمى المؤقت نتيجة حساسية الضوء الشديدة (رهاب الضوء).

## العلامات والأعراض
تشمل الأعراض هجمات متكررةً من الألم العيني الحاد الشديد، والإحساس بوجود جسم غريب، ورهاب الضوء (أي الحساسية للأضواء الساطعة)، والدماع غالبًا عند الاستيقاظ أو خلال النوم عند فرك الأجفان أو فتحها. تشمل العلامات المرافقة تسحج ظهارة القرنية وخشونتها الموضعة التي تظهر أحيانًا بشكل خطوط جغرافية أو نقط أو كيسات مجهرية أو بصمات الأصابع. قد يظهر عيب ظهاري في المنطقة السفلية للفتحة بين الجفنين عادةً.

## الأسباب
تُعد أغلب تآكلات القرنية الناكسة حالات مكتسبةً، وهناك عادةً قصة أذية قرنية حديثة (سحجة أو قرحة قرنية)، لكنها قد تحدث أيضًا نتيجة حثل القرنية أو الأمراض التي تصيبها. بتعبير آخر، قد يعاني المصاب من تآكلات القرنية نتيجة اضطراب آخر مثل حثل القرنية الجغرافي النقطي الشبيه ببصمة الإصبع (ضمور الغشاء القاعدي في ظهارة القرنية). تحدث الحالات العائلية من تآكلات القرنية عند المصابين بحثل التآكلات القرنية الناكس وفق وراثة سائدة (إي آر إي دي) الذي ينجم عن طفرة في جين COL17A1.

## التشخيص
يفحص طبيب العيون التآكل على سطح القرنية مستخدمًا تكبير المجهر الحيوي أو مجهر القرنية (المصباح الشقي). تُستخدم صبغة الفلوريسين عادةً في البداية مع ضوء أزرق الكوبالت، لكنها غير ضرورية في التآكلات كبيرة الحجم. يصل اختصاصيو تصحيح البصر وأطباء العيون مجهرًا مع المصباح الشقي يسمح لهم بالوصول إلى تقييم أكثر شموليةً مع زيادة التكبير. إن اختلاط التشخيص مع خدش القرنية حالة شائعة خاصةً عند المرضى الشباب.

## الوقاية
تحدث تآكلات القرنية في أثناء اليقظة، ويمكن تدبيرها باستخدام عوامل الترطيب ذات النوعية الجيدة، وبمعرفة ذلك يمكن اتباع الطرق التالية للوقاية من هذه الحوادث:
عوامل بيئية
- التأكد من رطوبة الهواء وأن حرارته مناسبة وجريانه معتدل على الوجه، وتجنب المخرشات مثل دخان التبغ.[5]
- استخدام النظارات الحامية للعين خاصةً عند البستنة واللعب مع الأطفال.[5]

الإجراءات الشخصية العامة
- الحفاظ على مستويات الإماهة العامة بتناول وارد كافٍ من السوائل.[5]
- عدم التأخر في الاستيقاظ لأن القرنية تميل للجفاف مع ازدياد فترة إغلاق الأجفان.[5]

العادات قبل النوم
- الاستخدام الروتيني لمراهم العين مديدة التأثير قبل النوم.[5]
- استخدام قطرات العين المضادة للالتهاب إف إم إل قبل النوم (الموصوفة من قبل طبيب عيون أو اختصاصي بصريات) عند الشعور بالالتهاب أو الجفاف أو الخشونة في العين.
- ينقص استخدام المراهم عالية الإسموزية (مفرطة التوتر) قبل النوم من مقدار الماء في الظهارة القرنية ويقوي بنيتها.
- استخدام ضمادات الضغط.
- استخدام الشرائط الجراحية للإبقاء على العين مغلقةً (إذا كانت العين الأرنبية الليلية عاملًا مسببًا).

خيارات الاستيقاظ
- تعلم الاستيقاظ بعينين مغلقتين والإبقاء على قطرات الدموع الاصطناعية في متناول اليد ليكون تقطيرها ممكنًا تحت الزاوية الداخلية للجفن عند الشعور بالانزعاج في العين عند الاستيقاظ.[5]
- من المقترح أيضًا فرك الجفنين بلطف أو سحبهما ببطء باستخدام الأصابع قبل محاولة فتح العين، أو الإبقاء على العين المصابة مغلقة مع تحريكها يسرةً ويمنةً للمساعدة على نشر الدموع المزلقة للأجفان. إذا شعر المريض بالتصاق الجفن بالقرنية عند الاستيقاظ دون وجود ألم شديد يُنصح باستخدام رأس الإصبع للضغط بثبات على الجفن لإيصال مفرزات العين المزلقة الطبيعية إلى المنطقة المصابة. يحرر هذا الإجراء الجفن من التصاقه بالقرنية ويمنع تمزقها.[5]

## العلاج
تضعف خاصية الالتصاق الدمعية في حالة الدماع الغزير، لذلك تكون قطرات العين الحاوية على الماء أو السالين معدومة الفعالية، ويحتاج المريض نوعية أفضل من الدموع لها قدرة أكبر على الترطيب (أي كمية أكبر من البروتينات السكرية)، لذا تُستخدم الدموع الاصطناعية بشكل متكرر.
يُنصح باستخدام مرهم ميورو 128 بتركيز 5% (مرهم عيني مفرط التوتر حاوي على كلورايد الصوديوم بتركيز 5%) الذي يملك قدرةً كبيرةً على إزالة الأعراض الليلية، ويدوم فترةً أطول من أغلب القطرات الدمعية المنتظمة ويقي العين المصابة باضطراب شديد.
قد تكون العين الأرنبية الليلية (عدم إغلاق أحد الأجفان بما يكفي لتغطية العين بشكل كامل خلال النوم) عاملًا محرضًا، ونستخدم في هذه الحالة الأشرطة اللاصقة الجراحية لإغلاق العين في أثناء النوم.
تزول نوب التآكل المعزولة خلال عدة ساعات أو أيام، لكن النوب الإضافية (كما يقترح اسمها) تحدث بفواصل زمنية.
عندما تتكرر النوب أو يحرضها اضطراب كامن، يمكن اللجوء إلى إجراء دوائي واحد أو ثلاثة إجراءات جراحية علاجية: استخدام العدسات اللاصقة والتثقيب المضبوط للطبقة السطحية من العين (ثقب اللحمة الأمامية) واقتطاع القرنية الضوئي العلاجي (بّي تي كي). تسمح هذه التقنيات جميعها بإعادة تشكل الظهارة السطحية مع روابط طبيعية تصلها بالغشاء القاعدي المبطن، وتعتمد الطريقة المختارة على موقع التآكل وحجمه.

### العلاج الجراحي
يمكن أن يُدخل اختصاصي البصريات أو طبيب العيون سدادة النقطة الدمعية ضمن القناة الدمعية ما ينقص من ضياع الدموع الطبيعية من العين المصابة.
قد يقي استخدام العدسات اللاصقة من تسحج العين خلال الرمش ورفع الطبقة السطحية، إذ يساعد استخدام العدسات الرفيعة النفوذة للغاز في تقليل نقص الأكسجة، لكن يجب استخدامها جميعًا بين 8 إلى 26 أسبوعًا، وهذا الاستخدام المستمر يتطلب مراجعات طبية متكررة وقد يزيد خطورة العدوى.
يمكن تطبيق طريقة بديلة باستخدام التخدير الموضعي، إذ تُزال طبقة القرنية بلطف بإبرة رفيعة وتُكوى (بالحراراة أو الليزر) أو يحاول الطبيب «لحمها نقطيًا» (باستخدام الليزر أيضًا). قد لا يعمل العلاج أحيانًا، وقد يفاقم الاضطراب في حالات قليلة. يُعد ثقب اللحمة الأمامية بإبرة ذات قياس 20-25 علاجًا فعالًا وبسيطًا.
يُعد اقتطاع القرنية الضوئي العلاجي باستخدام الليزر (بّي تي كي) إجراء قليل الغزو ذو فعالية طويلة الأمد. يشمل بّي تي كي علاج القرنية الجراحي باستخدام الليزر لإزالة خلايا الطبقة السطحية للقرنية بشكل انتقائي. من المعتقد أن إعادة النمو الطبيعية للخلايا في الأيام التالية تجعلها أفضل اتصالًا مع الغشاء القاعدي وتقي من نكس الحالة.
وجدت الدراسات أن بّي تي كي باستخدام الليزر كان أكثر الطرق فعاليةً للاستئصال الجزئي لصفيحة بومان القاعدية شريطة تنضير الظهارة التي تُجرى قبل اقتطاع القرنية الضوئي العلاجي. يشمل التنضير تمليس سطح القرنية الذي سيطبق عليه الليزر لاحقًا. قد يكون الاقتطاع وفق نموذج البقع الصغيرة الذي يعالج بعض المناطق من القرنية بديلًا مقبولًا في بعض الحالات.
يبدو أن ضمادات القرنية المأخوذة من نسيج الغشاء الأمينوسي فعالة في تخفيف تآكل القرنية الناكس. تساعد هذه الضمادات على إعادة تشكل سطح المقلة وتحمي القرنية أيضًا من التخريش الإضافي.

### العلاج الدوائي
يبدي المرضى المصابون بتآكلات القرنية الناكسة المعندة زيادةً في مستويات إنزيم ميتالوبروتياز المادة الخلالية (إم إم بي). تحل هذه الإنزيمات الغشاء القاعدي ولييفات أنصاف الجسيمات الرابطة ما يؤدي إلى فصل الطبقة الظهارية. ينقص العلاج بالمضادات الحيوية الفموية من زمرة التتراسكلينات (مثل الدوكسيسايكلين وأوكسي تتراسكلين) مع الكورتيكوستيرويدات الموضعية (مثل البريدنيزولون) من فعالية إم إم بي وقد ينهي نوب التآكل ويقي من حدوث هجمات إضافية في حال عدم الاستجابة للعلاج التقليدي. يقترح البعض حاليًا هذا النظام العلاجي كخط أول للعلاج بعد فشل مواد الترطيب.
لا يوجد دليل كاف يرشد إلى الخيارات العلاجية الأفضل. خلصت مراجعة كوكرين المحدثة الأخيرة إلى أن «جميع الدراسات، بما فيها المشمولة في هذه المراجعة، لم تكن بحجم ونوعية كافيين لتقديم دليل قوي يطور إرشادات تدبير المرض».